# Grand bazar d'Ispahan
Le grand bazar d'Ispahan est un des plus grands bazars d'Iran. Il se trouve à Ispahan, où il s'étend entre la place Naghch-e Djahan et la mosquée du vendredi.

## Galerie

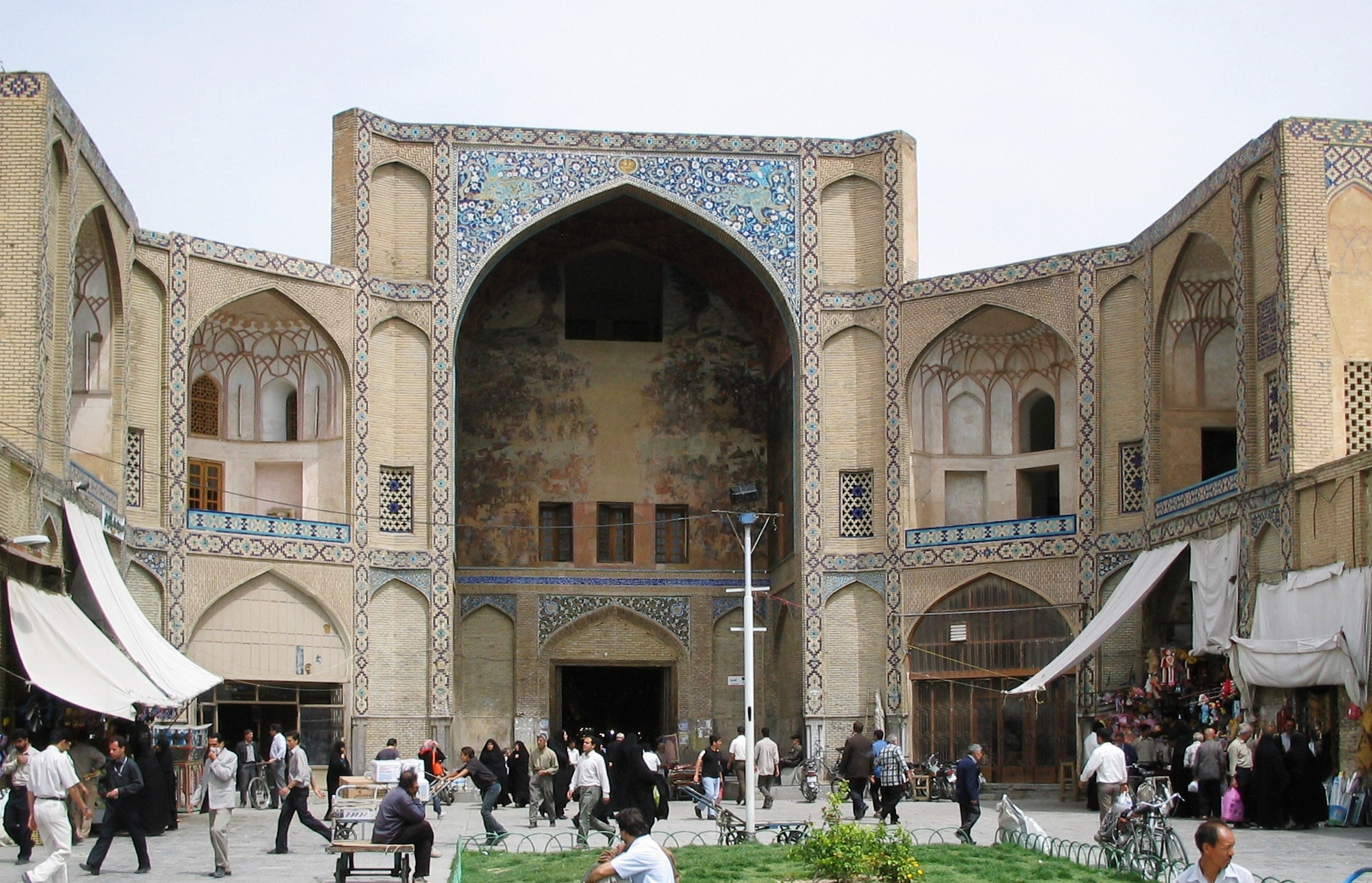
Entrée du bazar sur la place Naghch-e Djahan.
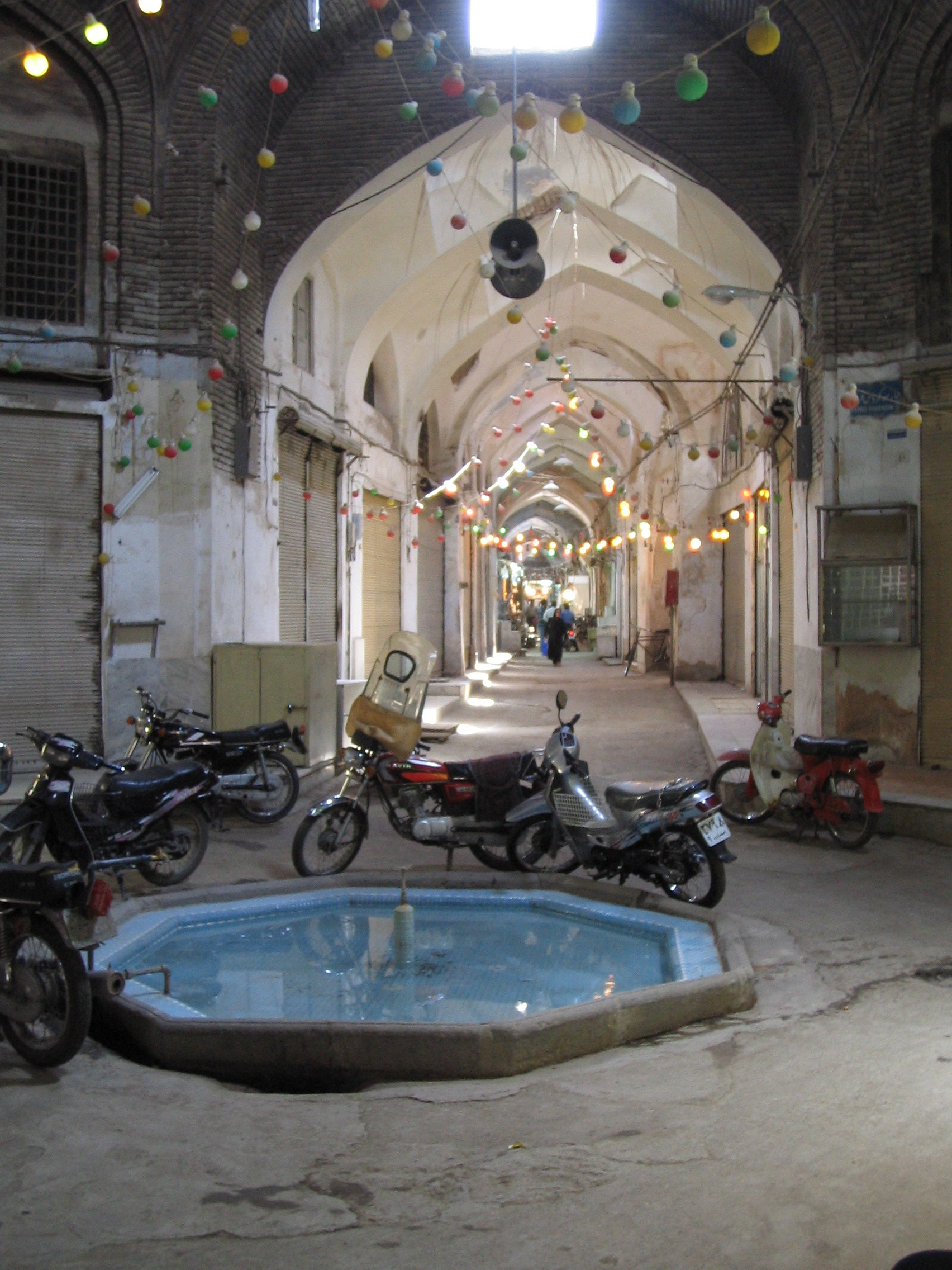
Une allée du bazar pendant l'heure du déjeuner.
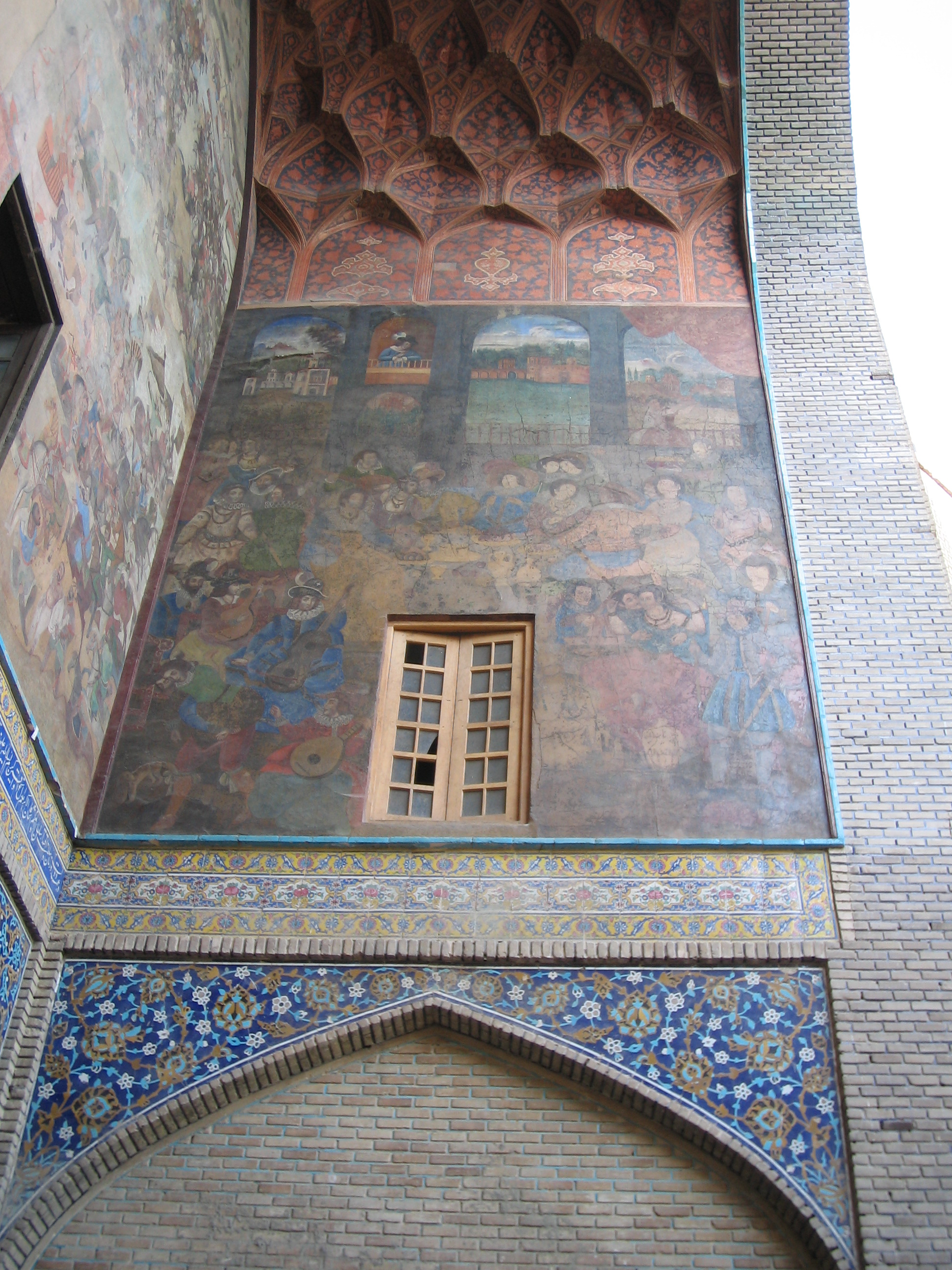
Côté droit du portail du bazar.
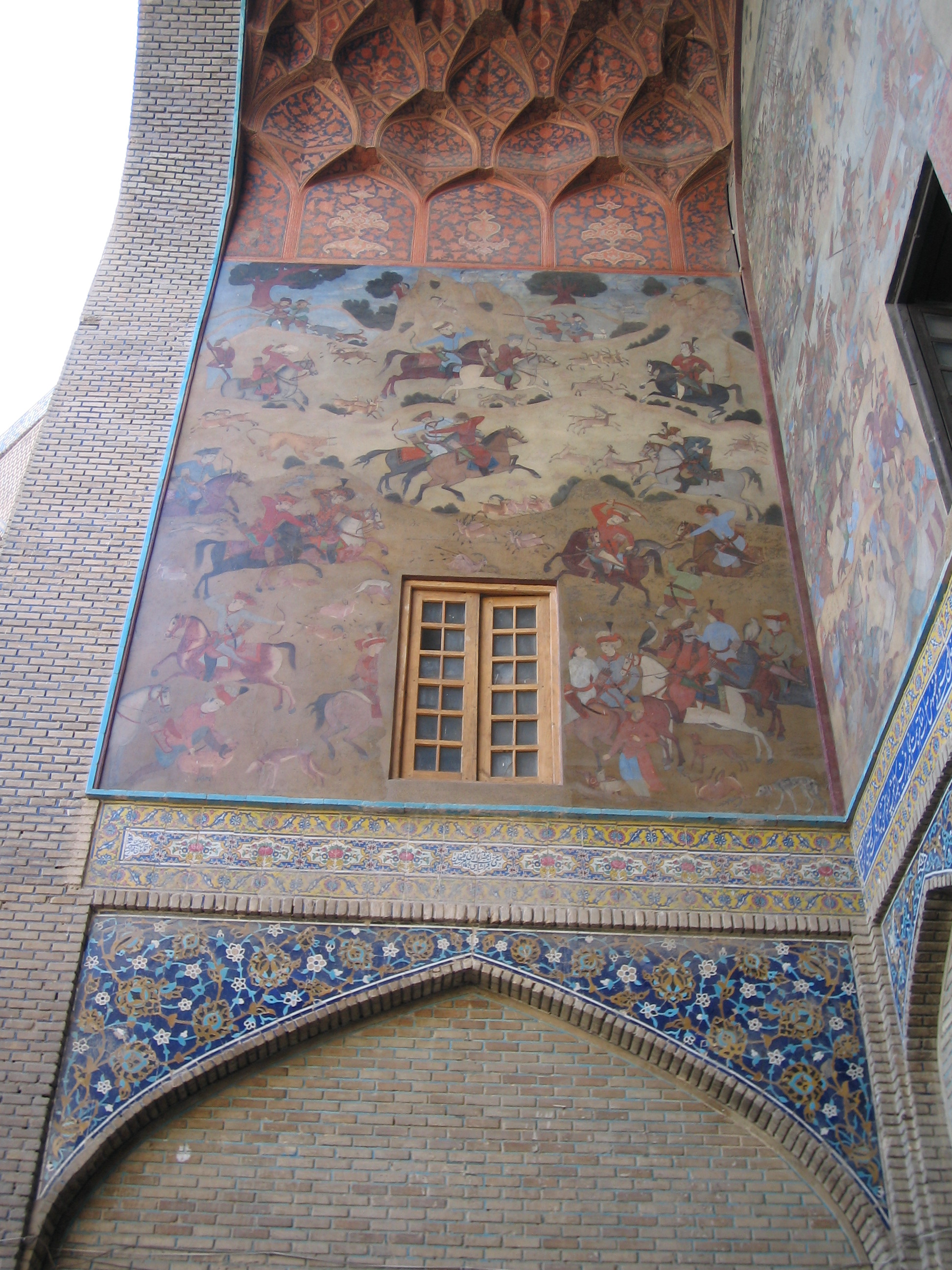
Côté gauche du portail du bazar.
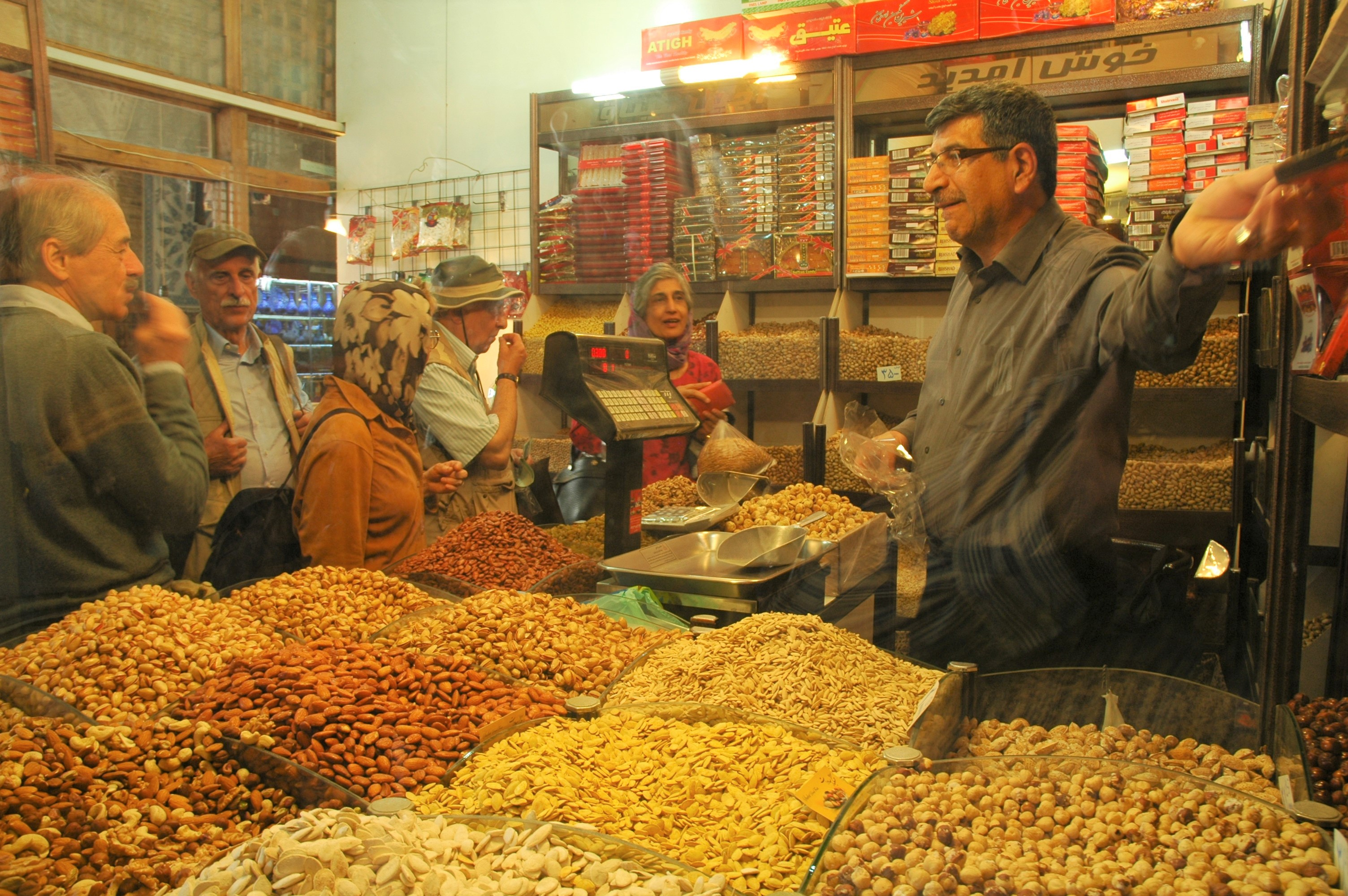
Boutique de fruits secs dans le bazar d'Ispahan